# Zaderlehde
Zaderlehde (inoffiziell auch Zahderlehde) ist eine Ortslage von Teichwolframsdorf, einem Ortsteil der Landgemeinde Mohlsdorf-Teichwolframsdorf im Südostthüringer Schiefergebirge und gehört zum Landkreis Greiz in Thüringen.

## Lage

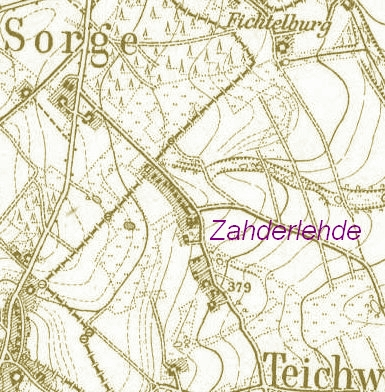
Lage von Zaderlehde

Die Ortslage Zaderlehde liegt am Osthang der Erhebung „Obere Felder“ (410,1 m ü. NN) an der Ortsverbindungsstraße von Sorge-Settendorf nach Teichwolframsdorf. Kaum 500 m westlich liegt der Ortsteil Kleinreinsdorf. Die Landesstraße 2338 führt etwa 400 m nördlich vom Ortsrand von Zaderlehde vorbei und ist als Abschnitt des Tourismusprojektes Thüringenweg ausgewiesen. Etwa 500 Meter (Luftlinie) nordöstlich befindet sich das Einzelgehöft „Fichtelburg“, das ebenfalls zu Teichwolframsdorf gehört.

## Geschichte
Eine seit dem 17. Jahrhundert nachweisbare Familie Zader soll den an einem Berghang gelegenen, brachliegenden Acker erworben haben. Zahderlehde wurde 1800 erstmals urkundlich genannt, die erste bekannte Schreibweise war „Zoterlede“, 1810 dann „Zoterleite“.
Der bis zur damaligen Landesgrenze von Sachsen-Weimar-Eisenach führende Weg wurde in den folgenden Jahren für die Ansiedlung von einigen Bauernhöfen und später bevorzugt von Handwerkern und Arbeitern genutzt, die dort einfache Häuser errichten ließen und in Heimarbeit ihre Erwerbsgrundlage suchten, als Saisonkräfte in der Landwirtschaft arbeiteten oder in den Teichwolframsdorfer Webereien und Spinnereien Arbeit fanden.